# Liste des gouverneurs du Luxembourg
Ne doit pas être confondus avec la liste des gouverneurs de la province belge de Luxembourg.
Cette page dresse la liste des gouverneurs du Luxembourg, par ordre chronologique à savoir duché de Luxembourg, état membre du Saint-Empire romain germanique entre le XIVe et le XIXe siècle puis du grand-duché de Luxembourg, possession privée de la maison d'Orange-Nassau et membre de la Confédération germanique, jusqu'à l'indépendance du Luxembourg actuel en tant que pays.

## Seigneurs locaux pour lamaison de Luxembourg(1311-1380)
Lorsque le comte de Luxembourg est élu empereur du Saint-Empire en 1308 sous le nom d'Henri VII après l'assassinat d'Albert Ier de Habsbourg, le souverain n'est plus très présent dans son fief d'origine. Depuis lors, les princes confient l'administration du duché de Luxembourg à des vassaux.
Ci-dessous, la liste des administrateurs nommés gouverneurs, d'après l'historien et héraldiste Jean-Claude Loutsch (1932-2002), qui l'a lui-même reprise de Jean Bertholet (1688-1755).
| Blason | Titulaire (naissance - mort)     | Dates du mandat | Dates du mandat | Blasonnement                                                                                       | Réf.     |
| ------ | -------------------------------- | --------------- | --------------- | -------------------------------------------------------------------------------------------------- | -------- |
|        | Henri de Beaufort (? - ?)        | 1311            | 1313            | D'or au chef de gueules chargé d'un lambel à cinq pendants à l'ancienne d'argent.                  | [ N 1 ]  |
|        | Gilles de Rodemack (? - ?)       | 1313            | 1315            | Fascé d'or et d'azur, brisé par une merlette sur la première fasce, à dextre.                      | [ N 2 ]  |
|        | Arnoul de Pittange (? - ?)       | 1315            | 1318            | De gueules à la croix ancrée d'or.                                                                 | [ N 3 ]  |
|        | Arnoul de Larochette (? - ?)     | 1319            |                 | D'or la croix ancrée de gueules.                                                                   | [ N 4 ]  |
|        | Jean de Berward (? - ?)          | 1323            | 1324            | Fascé d'or et d'azur de six pièces, brisé en chef de trois roses de gueules.                       | [ N 5 ]  |
|        | Arnoul de Larochette (? - ?)     | 1325            | 1329            | D'or la croix ancrée de gueules.                                                                   | [ N 4 ]  |
|        | Arnoul d'Arlon (? - ?)           | 1332            |                 | |          |
|        | Jean de Berbourg (? - ?)         | 1334            | 1338            | |          |
|        | Wiry de Harzée (? - ?)           | 1340            |                 | D'argent à la bande de gueules, chargée de trois chaperons d'or.                                   | [ N 6 ]  |
|        | Wauthier de Meysembourg (? - ?)  | 1342            | 1344            | D'or au chef de gueules chargé de trois merlettes d'or.                                            | [ N 7 ]  |
|        | Arnoul d'Arlon (? - ?)           | 1342            | 1343            | |          |
|        | Wiry de Harzée (? - ?)           | 1344            |                 | D'argent à la bande de gueules, chargée de trois chaperons d'or.                                   | [ N 6 ]  |
|        | Jean de Berbourg (? - ?)         | 1343            | 1346            | D'or à la croix ancrée de gueules.                                                                 | [ N 8 ]  |
|        | Jean de Falkenstein (? - ?)      | 1347            |                 | De gueules à l'écusson d'argent, accompagné de huit queues d'hermines d'or.                        | [ N 9 ]  |
|        | Jean de Larochette (1313 - 1351) | 1349            | 1352            | | [ N 10 ] |
|        | Thierry de Huncherange (? - ?)   | 1353            |                 | |          |
|        | Jean de Larochette (? - ?)       | 1354            |                 | | [ N 10 ] |
|        | d'Autel (? - c. 1416)            | 1354            | 1360            | De gueules à la croix d'or accompagnée de 20 billettes du même, 5 par quartier, posées en sautoir. | [ N 11 ] |
|        | Thierry de Welchenhausen (? - ?) | 1363            | 1371            | | [ N 12 ] |
|        | Gilles de Rodemack (? - ?)       | 1372            | 1378            | | [ N 2 ]  |
|        | Jean de Schleyden (? - ?)        | 1379            | 1380            | | [ N 13 ] |

## Seigneurs étrangers pour laMaison de Luxembourg(1384-1452)
| Blason | Titulaire (naissance - mort)                                        | Dates du mandat | Dates du mandat | Blasonnement | Réf.     |
| ------ | ------------------------------------------------------------------- | --------------- | --------------- | --- | -------- |
|        | Przemysław Ier Noszak (13 février 1334 - 23 août 1410)              | 1384            | 1384            | D'azur à l'aigle d'or. | [ N 14 ] |
|        | Jean III de Sponheim-Starkenbourg (de) (c. 1315 - 30 décembre 1398) | 1384            | 1384            | Echiqueté d'argent et de gueules. | [ N 15 ] |
|        | Puta II z Czastolowic (pl) (? - 1397)                               | 1384            | 1386            | D'argent à deux bandes d'azur. | [ N 16 ] |
|        | Jean de Goerlitz (22 juin 1370 - 1er mars 1396)                     | 1386            | 1386            | Ecartelé : au I de gueules au lion d'argent, armé, lampassé et couronné d'or, la queue fourchue et passée en sautoir, au II d'argent à l'aigle de gueules, membrée, becquée et liée d'or, au III d'argent au bœuf rampant de gueules, au IV coupé de gueules au lion passant d'argent couronné d'or, et d'argent, Sur le tout burelé d'argent et d'azur, au lion de gueules couronné d'or. | [ N 16 ] |
|        | Henri Pflug (? - ?)                                                 | 1387            | 1387            | De gueules au soc de charrue en bande d'argent. | [ N 11 ] |
|        | Huart d'Autel (? - c. 1416)                                         | 1388            |                 | De gueules à la croix d'or accompagnée de 20 billettes du même, 5 par quartier, posées en sautoir. | [ N 11 ] |
|        | Thierry VIII de Katzenelnbogen (de) (c. 1340 - 17 février 1402)     | 1394            | ap. 1399        | D'or au léopard lionné de gueules, armé et lampassé d'azur. | [ N 17 ] |
|        | Guillaume de Braquemont (fl. 1354 - 1415)                           | 1402            | 1407            | De sable au chevron d'argent. | [ N 17 ] |
|        | Robert de Béthune (? - c. 1408)                                     | 1402            | 1403            | Ecartelé : aux I et IV d'argent à la fasce de gueules, aux II et III fascé de vair et de gueules. | [ N 18 ] |
|        | Guillaume le Bouteiller (fl. 1383 - 1417)                           | 1402            | 1403            | Ecartelé d'or et de gueules, au lambel d'azur. | [ N 18 ] |
|        | Mansart du Bois (? - ?)                                             | 1407            | 1407            | |          |
|        | Guillaume Hase de Waldeck (en) (? - 1er novembre 1420)              | 1408            | 1411            | Ecartelé : aux I et IV d'azur au lièvre d'or, aux II et III d'or à la hure de sanglier de sable défendue d'argent. | [ N 19 ] |
|        | Guillaume Hase de Waldeck (en) (? - 1er novembre 1420)              | 1408            | 1411            | Ecartelé : aux I et IV de sable au lièvre d'argent, aux II et III d'argent à la hure de sanglier de sable défendue d'argent. | [ N 19 ] |
|        | Frédéric IV de Moers (c. 1380 - 11 juillet 1448)                    | 1408            | 1410            | Ecartelé, aux I et IV de sable à l'aigle éployée d'argent, aux II et III d'or à la fasce de sable. | [ N 20 ] |
|        | Waléran III de Luxembourg-Ligny (c. 1355 - 10 avril 1415)           | 1414            | 1415            | D'argent au lion de gueules, armé, lampassé et couronné d'or, la queue fourchue et passée en sautoir. | [ N 20 ] |
|        | Guillaume d'Egmont (? - 31 décembre 1451)                           | 1420            | 1421            | Chevronné d'or et de gueules de douze pièces. | [ N 21 ] |
|        | Jean de Parsberg (? - ?)                                            | 1423            |                 | Parti de sable et d'argent, au chef de gueules. | [ N 21 ] |
|        | Robert IV de Virnembourg (? - 4 octobre 1444)                       | 1436            | 1444            | D'or à sept losanges accolés en fasce, posés 4-3. | [ N 22 ] |
|        | Ernest de Gleichen-Blankenhein (fl. 1415 - 1448)                    | 1415            | 1448            | D'azur au lion d'argent couronné d'or. | [ N 22 ] |
|        | Weichart de Polheim (? - ?)                                         | 1452            | 1459            | Bandé d'argent et de gueules de huit pièces. | [ N 23 ] |

## Pays-Bas bourguignons(1443-1483)
| Blason | Titulaire (naissance - mort)                             | Dates du mandat | Dates du mandat | Blasonnement | Réf.     |
| ------ | -------------------------------------------------------- | --------------- | --------------- | --- | -------- |
|        | Simon VIII de Lalaing (c. 1405 - 15 mars 1477)           | 1443            | 1444            | De gueules à dix losanges d'argent, posées 3-3-3-1 et aboutées, la première chargée d'un lionceau du champ. | [ N 24 ] |
|        | Corneille de Bourgogne (c. 1420 - 16 juin 1452)          | 1444            | 1452            | Ecartelé : aux I et IV de Bourgogne moderne, au II parti de Bourgogne ancien et de Brabant, au III parti de Bourgogne ancien et de Limbourg. Sur le tout de Flandre. Un filet en barre d'argent brochant sur le tout du tout.                                                                  | [ N 25 ] |
|        | Antoine Ier de Croÿ (c. 1385 - 21 septembre 1475)        | 1452            | 1464            | Ecartelé : aux I et IV d'argent à trois fasces de gueules (Croy), aux II et III d'argent à trois doloires de gueules, les deux du chef adossées (Renty). | [ N 25 ] |
|        | Guillaume de Saint-Soigne (? - ?)                        | 1452            | 1468            | De gueules à trois jumelles d'or, au lambel d'azur. | [ N 26 ] |
|        | Charles le Téméraire (10 novembre 1433 - 5 janvier 1477) | 1464            | 1467            | Ecartelé : aux I et IV de Bourgogne moderne, au II parti de Bourgogne ancien et de Brabant, au III parti de Bourgogne ancien et de Limbourg, et sur le tout de Flandre. | [ N 26 ] |
|        | Rodolphe IV de Hochberg (c. 1427 - 12 avril 1487)        | 1468            | 1477            | Ecartelé : aux I et IV d'or à la bande de gueules, aux II et III d'or au pal chevronné de gueules et d'argent. | [ N 27 ] |
|        | Guy de Brimeu (c. 1433 - 3 avril 1477)                   | 1473            | 1474            | D'argent à trois aigles de gueules, becquées et membrées d'azur. | [ N 27 ] |
|        | Évrard III de La Marck (? - 19 juin 1496)                | 1477            | 1480            | D'or à la fasce échiquetée d'argent et de gueules, brisé d'un lion de gueules, armé et lampassé d'azur, issant de la fasce. | [ N 28 ] |
|        | Philippe Ier de Croÿ-Chimay (1436 - 18 septembre 1482)   | 1479            | 1480            | Ecartelé : aux I et IV d'argent à trois fasces de gueules (Croy), aux II et III d'argent à trois doloires de gueules, les deux du chef adossées (Renty), Sur le tout écartelé, aux I et IV losangé d'or et de gueules (Craon) et d'or au lion de sable, armé et lampassé de gueules (Flandre). | [ N 28 ] |
|        | Claude de Neufchâtel-Bourgogne (? - 24 février 1504)     | 1480            | 1489            | De gueules à la bande d'argent au lambel d'azur. | [ N 29 ] |
|        | Engelbert II de Nassau (17 mai 1451 - 31 mai 1504)       | 1483            |                 | Ecartelé : aux I et IV d'azur semé de billettes d'or, au lion du même, armé et lampassé de gueules, aux II et III de gueules à la fasce d'argent. | [ N 29 ] |

## Pays-Bas des Habsbourg(1489-1545)
| Blason | Titulaire (naissance - mort)                               | Dates du mandat | Dates du mandat | Blasonnement | Réf.     |
| ------ | ---------------------------------------------------------- | --------------- | --------------- | --- | -------- |
|        | Christophe Ier de Bade (13 novembre 1453 - 19 avril 1527)  | 1489            | 1527            | Ecartelé : aux I et IV d'or à la bande de gueules, aux II et III échiqueté d'argent et de gueules. | [ N 30 ] |
|        | Philippe Ier de Bade (6 novembre 1479 - 17 septembre 1533) | 1520            | 1525            | Ecartelé : aux I et IV d'or à la bande de gueules, aux II et III échiqueté d'argent et de gueules. | [ N 30 ] |
|        | Florent d'Egmont (c. 1470 - 25 octobre 1539)               | 1525            | 1527            | Ecartelé : aux I et IV chevronné d'or et de gueules de 6 pièces, aux II et III de gueules à la fasce bretessée et contre-bretessée d'argent. Sur le tout d'or à la fasce de sable et au sautoir brochant, échiqueté d'argent et de gueules. | [ N 31 ] |
|        | Bernard III de Bade (7 octobre 1474 - 29 juin 1536)        | 1528            | 1531            | Ecartelé : aux I et IV d'or à la bande de gueules, aux II et III échiqueté d'argent et de gueules. | [ N 30 ] |
|        | Jacques de Margny (? - ?)                                  | 1531            | 1533            | D'argent au sautoir de gueules, cantonné de quatre merlettes de sable. | [ N 32 ] |
|        | Philippe II de Croÿ (1496 - 1549)                          | 1531            | 1533            | Ecartelé : aux I et IV d'argent à trois fasces de gueules (Croy), aux II et III d'argent à trois doloires de gueules, les deux du chef adossées (Renty).                                                                                    | [ N 32 ] |
|        | Antoine de Berghes (13 mai 1500 - 27 juin 1541)            | 1533            | 1541            | Coupé : au I parti de sable au lion d'or, armé et lampassé de gueules, et d'or à trois pals de gueules, au II de sinople à trois macles d'argent.                                                                                           | [ N 33 ] |
|        | Pierre de Barbançon (? - 1557)                             | 1541            | 1545            | D'azur au lion d'argent, armé et lampassé de gueules, le champ semé de billettes d'argent. | [ N 33 ] |

## Intermède français (1542)
| Blason | Titulaire (naissance - mort)                         | Dates du mandat | Dates du mandat | Blasonnement | Réf.     |
| ------ | ---------------------------------------------------- | --------------- | --------------- | --- | -------- |
|        | Claude de Lorraine (20 octobre 1496 - 12 avril 1550) | 1542            | 1542            | Coupé d'un, parti de trois, qui font huit quartiers : au I fascé d'argent et de gueules de huit pièces, au II d'azur semé de fleurs de lis d'or, au lambel de gueules, au III d'argent à la croix de Jérusalem d'or, au III d'or à quatre pals de gueules, au V d'azur semé de fleurs de lis d'or, à la bordure de gueules, au VI d'azur au lion contourné couronné d'or, au VII d'or au lion de sable, armé, lampassé et couronné de gueules, au VIII d'azur semé de croisettes recroisettées au pied fiché d'or, à deux bars du même. Sur le tout d'or à la bande de gueules chargée de trois alérions d'argent. Un lambel d'argent brochant en chef sur l'écartelé. | [ N 34 ] |

## Pays-Bas espagnols(1545-1676)
| Blason | Titulaire (naissance - mort)                                                        | Dates du mandat | Dates du mandat | Blasonnement | Réf.     |
| ------ | ----------------------------------------------------------------------------------- | --------------- | --------------- | --- | -------- |
|        | Pierre-Ernest Ier de Mansfeld (12 août 1517 - 25 mai 1604)                          | 1545            | 1552            | Ecartelé : aux I et IV contre-écartelé : a) et d) de gueules à trois fasces d'argent, b) et c) d'argent à six losanges de gueules accolées et aboutées, touchant les bords et les flancs des quartiers, 3-3, au II de sable à l'aigle d'argent, au III d'azur au lion d'or, couronné du même, et une bande échiquetée d'argent et de gueules, brochant. | [ N 35 ] |
|        | Lamoral d'Egmont (18 novembre 1522 - 5 juin 1568)                                   | 1553            | 1553            | Ecartelé : aux I et IV parti d'un chevronné d'or et de gueules de douze pièces et d'argent à deux fasces bretessées et contre-bretessées de gueules, aux II et III parti d'azur au lion contourné couronné d'or, armé et lampassé de gueules et d'or au lion de sable, armé et lampassé de gueules. Sur le tout contre-écartelé d'argent au lion de gueules, armé, lampassé et couronné d'or, la queue fourchue et passée en sautoir et de gueules à une étoile à huit rais d'argent. | [ N 36 ] |
|        | Martin de Rossum (1478 - 7 juin 1555)                                               | 1553            | 1555            | D'argent à trois perroquets de gueules, becqués et membrés d'or. | [ N 35 ] |
|        | Charles de Brimeu (c. 1524 - janvier 1572)                                          | 1555            | 1557            | D'argent à trois aigles de gueules, becquées et membrées d'azur. |          |
|        | Pierre-Ernest Ier de Mansfeld (12 août 1517 - 25 mai 1604)                          | 1557            | 1604            | Ecartelé : aux I et IV contre-écartelé : a) et d) de gueules à trois fasces d'argent, b) et c) d'argent à six losanges de gueules accolées et aboutées, touchant les bords et les flancs des quartiers, 3-3, au II de sable à l'aigle d'argent, au III d'azur au lion d'or, couronné du même, et une bande échiquetée d'argent et de gueules, brochant. | [ N 35 ] |
|        | Florent de Berlaymont (1550 - 3 avril 1626)                                         | 1604            | 1626            | Fascé de vair et de gueules. | [ N 37 ] |
|        | Christophe de Frise orientale (en) (1569 - 1636)                                    | 1626            | 1636            | De sable à la harpie couronnée d'or, les seins et la tête d'argent, accompagnée de 4 étoiles à six rais d'or. | [ N 38 ] |
|        | Philippe-Thierry de Manderscheid-Blankenheim-Keyl (bg) (30 mars 1596 - 25 mai 1653) | 1636            | 1636            | Ecartelé : au I d'or à la fasce vivrée de gueules, au II d'or fretté de gueules, au III d'azur à la roue d'argent, au IV de sinople à l'ancre renversée d'argent, le champ semé de billettes d'or. Sur le tout d'or au lion de sable, armé et lampassé de gueules, au lambel à quatre pendants du même brochant. | [ N 38 ] |
|        | Jean de Beck (1588 - 20 août 1648)                                                  | 1637            | 1647            | Ecartelé : aux I et IV d'or à l'aigle de sable, visant à sénestre, aux II et III coupé, en chef d'azur à trois étoiles de gueules, et en pointe des briques alternativement d'azur et de gueules, de telle façon qu'elles affectent la forme d'un mur. Sur le tout d'or à l'aigle Impériale de sable, couronnée d'or, l'écusson en cœur couronné. | [ N 39 ] |
|        | Jean IV d'Allamont (? - 17 juin 1644)                                               | 1648            | 1649            | De gueules au croissant montant d'argent, au chef du même chargé d'un lambel d'azur. | [ N 39 ] |
|        | Philippe-François de Croÿ (en) (1609 - 19 juin 1650)                                | 1649            | 1650            | Ecartelé de Croy et de Renty, sur le tout écartelé de Craon et de Flandre. | [ N 40 ] |
|        | Ghislain de Bryas (? - 1650)                                                        | 1648            | 1650            | D'or à la fasce de sable, accompagnée en chef de trois cormorans du même, becqués et membrés de gueules, rangés en chef. | [ N 40 ] |
|        | Don Monza Strozzi (? - ?)                                                           | 1650            | 1652            | D'or à la fasce de gueules chargée de trois croissants tournés d'argent. | [ N 41 ] |
|        | Francisco Sanchez Garrido Pardo (? - ?)                                             | 1652            | 1654            | D'or à la bande de gueules engoulée de deux têtes de dragon de sinople, accompagnée de deux loups de sable, à la bordure de gueules chargée de huit flanchis d'or. | [ N 41 ] |
|        | Philippe de Croÿ-Chimay d'Arenberg (lb) (8 mai 1619 - 12 janvier 1675)              | 1654            | 1675            | Écartelé : aux I et IV d'argent à trois fasces de gueules, aux II et III contre-écartelé d'argent à trois fleurs de lis d'or et de gueules plain. Lesdits II et III chargés en cœur d'un écusson d'hermines. Sur le tout du grand écartelé de gueules à trois quintefeuilles d'or. | [ N 42 ] |
|        | Jean-Charles de Landas (lb) (? - 1691)                                              | 1675            | 1675            | Parti-emmanché d'argent et de gueules de dix pièces. | [ N 43 ] |
|        | Ernest-Dominique de Croÿ-Chimay d'Arenberg (lb) (26 décembre 1643 - 3 juin 1686)    | 1675            | 1684            | Écartelé : aux I et IV d'argent à trois fasces de gueules, aux II et III contre-écartelé d'argent à trois fleurs de lis d'or et de gueules plain. Lesdits II et III chargés en cœur d'un écusson d'hermines. Sur le tout du grand écartelé de gueules à trois quintefeuilles d'or. | [ N 44 ] |
|        | Jean-Charles de Watteville (1628 - 14 avril 1699)                                   | 1676            |                 | Ecartelé : aux I et IV de gueules à trois demi-vols d'argent, aux II et III d'or fretté de sable. | [ N 43 ] |

## Royaume de France(1684-1697)
| Blason                          | Titulaire (naissance - mort)                                 | Dates du mandat | Dates du mandat | Blasonnement | Réf.     |
| ------------------------------- | ------------------------------------------------------------ | --------------- | --------------- | --- | -------- |
|                                 | François de Créquy (1625 - 3 février 1687)                   | 1684            | 1684            | Parti de deux traits, coupé d'un, qui font six quartiers : au I d'or au créquier de gueules, au II d'or à deux lions léopardés de gueules, au III d'or au loup rampant d'azur, au IV d'azur à trois tours d'or, au V d'azur à trois pals d'or, au chef du même, au VI d'or à deux lions léopardés d'azur. Sur le tout de gueules au lion d'or, au chef cousu d'azur chargé de trois roses d'argent. | [ N 44 ] |
|                                 | François de Créquy (1625 - 3 février 1687)                   | 1684            | 1684            | D'or au créquier de gueules. | [ N 44 ] |
|                                 | Henri de Lambert (3 novembre 1631 - 1er août 1686)           | 1684            |                 | Coupé emmanché de gueules et d'argent. | [ N 45 ] |
|                                 | Louis François de Boufflers (10 janvier 1644 - 22 août 1711) | 1686            |                 | D'argent à trois molettes de gueules posées 2-1, accompagnées de neuf croisettes recroisettées du même, trois en chef, trois en fasce, trois en pointe, ces dernières posées 2-1. | [ N 45 ] |
|                                 | Nicolas Chalon du Blé (24 janvier 1652 - 10 avril 1730)      | 1687            | 1688            | De gueules à trois chevrons d'or. | [ N 46 ] |
|                                 | Nicolas de Catinat (1er décembre 1637 - 22 février 1712)     | 1688            | 1690            | D'argent à la croix de gueules chargée de neuf coquilles d'or. | [ N 46 ] |
|                                 | Henri d'Harcourt (2 avril 1654 - 19 octobre 1718)            | 1690            | 1693            | De gueules à deux fasces d'or. | [ N 47 ] |
| Blason Famille du Parc Locmaria | Louis-François du Parc Locmaria (? - 14 octobre 1709)        |                 |                 | D'argent à trois jumelles de gueules. | [ N 47 ] |
|                                 | Jean-Baptiste de Mahieu (? - ?)                              | 1681            | 1697            | De gueules à la levrette courant d'argent, accolée et bouclée d'or, au chef du même chargé de trois roses de gueules. | [ N 48 ] |
|                                 | Jean-Baptiste de Mahieu (? - ?)                              | 1681            | 1697            | Ecartelé, au I et IV de gueules à la levrette courant d'argent, accolée et bouclée d'or, au chef du même chargé de trois roses de gueules, au II et III aux II et III à un arbre terrassé. | [ N 48 ] |

## Pays-Bas espagnols(1714)
| Blason | Titulaire (naissance - mort)                                  | Dates du mandat | Dates du mandat | Blasonnement | Réf.     |
| ------ | ------------------------------------------------------------- | --------------- | --------------- | --- | -------- |
|        | Jean-Frédéric d'Autel (lb) (7 septembre 1645 - 1er août 1716) |                 | 1714            | De gueules à la croix d'or accompagnée de dix-huit billettes du même, cinq aux quartiers du chef, quatre aux quartiers de la pointe. | [ N 49 ] |

## Pays-Bas autrichiens(1715-1773)
| Blason | Titulaire (naissance - mort)                                                    | Dates du mandat | Dates du mandat | Blasonnement | Réf.     |
| ------ | ------------------------------------------------------------------------------- | --------------- | --------------- | --- | -------- |
|        | Bertrand-Antoine de Wachtendonck (? - ?)                                        | 1715            | 1716            | Ecartelé : aux I et IV d'azur à une épée d'argent garnie d'or, la pointe en bas, soutenue d'une étoile d'or, au II d'or à une demi-aigle de sable, mouvant du parti, au III d'or au lion de gueules. | [ N 50 ] |
|        | Jean-François de Bronchorst-Gronsvelt-Eberstein (de) (c. 1640 - 8 avril 1719)   | 1716            | 1719            | Parti : au I écartelé: aux I et IV de gueules au lion d'argent, armé, lampassé et couronné d'or, celui du I contourné, aux II et III de gueules au sautoir d'or, cantonné de quatre forces du même, les bouts en bas, et sur le tout d'or à trois tourteaux de gueules. Au II écartelé : aux I et IV d'or au sanglier arrêté de sable, posé sur une terrasse de sinople, celui du I contourné, aux II et III d'argent à la rose de gueules. | [ N 51 ] |
|        | Maximilien de Pasqualini (? - juillet 1720)                                     | 1719            | 1720            | D'azur à la croix cousue de gueules cantonnée de quatre étoiles à six rais d'or, au chef du même chargé d'une aigle éployée de sable. | [ N 51 ] |
|        | Adolphe-Christian de Galen (? - 1722)                                           | 1720            | 1722            | D'or à trois crampons de gueules. | [ N 51 ] |
|        | Jean-Guillaume d'Unruhe (? - 27 avril 1727)                                     | 1722            | 1727            | D'or au griffon de gueules. | [ N 52 ] |
|        | François-Paul de Wallis (lb) (janvier 1678 - 18 octobre 1737)                   | 1727            | 1729            | Parti d'un trait, coupé de deux, qui font six quartiers : aux I et VI d'or au lion d'azur, couronné d'or, celui du I contourné, aux II et III de gueules, au II un sénestrochère, au III un dextrochère, tous deux armés d'argent et tenant une épée du même, aux IV et V de sable à une tour d'argent, ouverte et ajourée du champ. Sur le tout un écusson d'azur sommé d'une couronne à neuf perles, chargé d'un lion d'argent, armé et lampassé de gueules, couronné d'or, à la fasce partie d'argent et de gueules. brochant sur le lion. | [ N 53 ] |
|        | Philippe-Henri de Magawly (? - ?)                                               | 1729            | 1730            | D'argent au lion de gueules, accompagné dans les cantons du chef d'une main dextre et d'une main sénestre du même. | [ N 54 ] |
|        | Guillaume-René de Neipperg (27 mai 1684 - 26 mai 1774)                          | 1730            | 1755            | De gueules à trois annelets d'argent. | [ N 54 ] |
|        | Philippe-Henri de Magawly (? - ?)                                               | 1731            | 1732            | D'argent au lion de gueules, accompagné dans les cantons du chef d'une main dextre et d'une main sénestre du même. | [ N 54 ] |
|        | Sigismond de Thüngen (lb) (20 février 1687 - 4 juin 1745)                       | 1732            | 1736            | Ecartelé : aux I et IV coupé, palé de gueules et d'argent de l'un en l'autre, aux II et III d'azur au chevron d'argent couronné d'or, accompagné de trois étoiles à six rais d'or. Sur le tout d'argent à la fasce de gueules chargée de trois pals d'or, chaque pal, sur le milieu, courbé en dehors, vers la dextre. | [ N 55 ] |
|        | Antoine de Peissant (? - 1748)                                                  | 1737            | 1737            | De gueules à la fasce d'argent accompagnée de dix-sept mâcles du même, dix en chef, posées cinq et cinq, sept en pointe, posées quatre et trois. | [ N 56 ] |
|        | Georges-Adolphe d'Olizy (lb) (? - 16 mai 1739)                                  | 1737            | 1739            | Ecartelé : aux I et IV d'azur à la bande d'argent, surmontée d'une étoile à six rais du même, aux III et IV coupé d'argent au lion issant d'azur, et de gueules maçonné de sable. | [ N 55 ] |
|        | Charles-Urbain de Chanclos de Rets de Brisuila (octobre 1686 - 19 février 1761) | 1739            | 1742            | D'azur au chevron d'or, accompagné en chef de deux étoiles du même, en pointe d'une épée d'argent, la garde d'or, mise en pal, la pointe en bas. | [ N 56 ] |
|        | Eberhard de Gemmingen (de) (2 septembre 1688 - 3 janvier 1767)                  | 1753            | 1755            | D'azur à deux fasces d'or. | [ N 57 ] |
|        | Ernest-Dietrich Marschall de Biberstein (de) (31 octobre 1692 - 31 août 1771)   | 1756            | 1766            | D'argent fretté de gueules. | [ N 57 ] |
|        | Maximilien de Salm-Salm (de) (28 novembre 1732 - 14 septembre 1773)             | 1766            | 1773            | Coupé : en chef parti de quatre, qui font cinq quartiers : I D'or au lion de gueules, couronné d'azur, II de sable au léopard lionné d'argent, lamp. de gueules, III de gueules à trois lions d'or, IV d'azur à la fasce d'argent, V de gueules à une colonne d'argent couronnée d'or. En pointe parti de trois, qui font quatre quartiers : I D'argent au chef de gueules, II D'or à quatre fasces de sable, au crancelin de sinople brochant en bande, III De gueules à la croix d'or cantonnée de quatre B du même, IV D'argent à la croix pattée de gueules, cantonnée de quatre aigles affrontées de sable. Sur le tout de tous les quartiers de gueules à deux saumons adossés d'argent, cantonnés de quatre croisettes du même. | [ N 58 ] |
|        | Chrétien-Jacques de Vogelsang (? - 27 mai 1783)                                 | 1767            | 1783            | De gueules à la fasce d'argent, chargée de trois oiseaux au naturel. | [ N 59 ] |
|        | Blaise-Colomban de Bender (14 novembre 1713 - 20 novembre 1798)                 | 1785            | 1795            | Ecartelé : au I d'azur à trois couronnes mal ordonnées d'or, au II de gueules au sénestrochère armé d'argent, tenant une épée du même, garnie d'or, au III de gueules à une tour au naturel, ouverte et ajourée de sable, accompagnée au point du chef d'une étoile d'argent, au IV d'argent à la fasce de sable, accompagnée de trois trèfles de sinople, un en chef, deux en pointe. | [ N 60 ] |

## Première République(1800-1808)
| Blason | Titulaire (naissance - mort)                        | Dates du mandat | Dates du mandat | Blasonnement | Réf. |
| ------ | --------------------------------------------------- | --------------- | --------------- | ------------ | ---- |
|        | Jean Birnbaum (de) (6 janvier 1763 - 20 mai 1832)   | 1800            | 1800            |              |      |
|        | Jean-Baptiste Lacoste (30 août 1753 - 13 août 1821) | 1800            | 1808            |              |      |

## Premier Empire(1808-1814)
| Blason | Titulaire (naissance - mort)                             | Dates du mandat | Dates du mandat | Blasonnement | Réf.     |
| ------ | -------------------------------------------------------- | --------------- | --------------- | --- | -------- |
|        | André Joseph Jourdan (15 décembre 1757 - 6 juillet 1831) | 1808            | 1814            | D'azur au chevron d'argent accompagné d'un soleil cantonné à dextre du même, et en pointe d'un cerf passant d'argent, au comble d'or à trois tourteaux de gueules, au franc-quartier sénestre de gueules, chargé d'une muraille crénelée d'argent, surmontée d'une branche de chêne du même. | [ N 61 ] |

## Grand-duché de Luxembourg (1815-1890)
Après la défaite de Napoléon Ier et la fin du Premier Empire français qui avait annexé les anciens Pays-Bas autrichiens, dont faisait partie le Luxembourg au sens large, les puissances européennes victorieuses se réunirent lors du congrès de Vienne pour réorganiser leurs territoires et leurs frontières. Elles décidèrent de la création d'un nouvel état tampon entre la France et la Confédération germanique (née au même moment), en créant le royaume uni des Pays-Bas. Les puissances choisirent de confier ce nouvel état à Guillaume Ier de la maison d'Orange-Nassau avec le titre de « roi des Pays-Bas ». Cependant, la création de la Confédération germanique avait privé Guillaume de quelques principautés et territoires privés situés dans la région de Coblence. En conséquence, il reçut, à titre de compensation, des terres situées directement au sud de son nouveau royaume mais qui demeuraient sa propriété personnelle : le grand-duché de Luxembourg, formé pour l'occasion sur les bases de l'ancien duché de Luxembourg et dont il devint le premier grand-duc. Ce territoire correspond grosso modo à l'actuel Luxembourg et à la province belge de Luxembourg et formait une union personnelle avec le royaume uni des Pays-Bas dont le souverain partageait alors les deux titres : roi et grand-duc.

### Union personnelle avec leroyaume uni des Pays-Bas(1814-1839)
| Blason | Titulaire (naissance - mort)                                                    | Dates du mandat | Dates du mandat | Blasonnement | Réf.     |
| ------ | ------------------------------------------------------------------------------- | --------------- | --------------- | --- | -------- |
|        | François Edmond Joseph de Schmitz-Grollenbourg (24 août 1776 - 19 février 1844) | 1814            | 1815            | Coupé : au I de sable à trois bandes d'or, au II d'azur à une ancre d'argent posée en barre. | [ N 62 ] |
|        | Jean-Georges Willmar (5 septembre 1763 - 1er janvier 1831)                      | 1815            | 1831            | Parti au I coupé d'azur à une fleur de lis d'or, et d'or plain, au II d'argent au lion de gueules. | [ N 63 ] |
|        | Bernard de Saxe-Weimar-Eisenach (30 mai 1792 - 21 juillet 1862)                 | 1831            | 1831            | Ecartelé : au I d'azur au lion burelé d'argent et de gueules, lampassé de gueules, armé et couronné d'or, la queue fourchue, contourné par courtoisie, au II d'or au lion de sable, armé et lampassé de gueules, la queue fourchue, au III parti d'or à la poule de sable, crêtée de gueules, posée sur un mont de sinople et d'un parti d'argent et de gueules, à la bande de l'un en l'autre quelque peu décalée par la partition, au IV parti d'argent au lion contourné de sable, à la bande d'or brochant et d'un bandé de huit pièces, d'azur et d'argent. Sur le tout un écusson couronné d'une couronne royale, burelé de sable et d'or, au crancelin de sinople brochant en bande. | [ N 64 ] |
|        | Frédéric-Guillaume de Goedecke (26 mai 1771 - 11 mars 1857)                     | 1831            | 1839            | D'argent à la fasce ondée de gueules soutenant une étoile à cinq rais d'or. | [ N 65 ] |

### Union personnelle avec lesPays-Bas(1839-1890)
En aout 1830 éclate la révolution belge qui mène la déclaration de l'indépendance de la Belgique le 4 octobre 1830, lors de laquelle les huit provinces méridionales du royaume uni des Pays-Bas font sécession, entraînant le début de la guerre belgo-néerlandaise. Le 16 octobre, le gouvernement provisoire de Belgique annexe l'ensemble du grand-duché de Luxembourg dont la population avait en partie adhéré à la révolution, hormis les « orangistes », restés fidèles au roi grand-duc et majoritaires dans la ville de Luxembourg et sa forteresse. C'est le début de la « question du Luxembourg », quant à savoir à qui devait appartenir le Grand-duché. Afin de régler ce conflit, les grandes puissances européennes se réunissent lors de la conférence de Londres et reconnaissent les frontières de la Belgique qui incluaient le Grand-duché, tout en laissant la question du Luxembourg à des négociations ultérieures entre le nouveau royaume belge, la monarchie néerlandaise et la Confédération germanique, dont le Luxembourg faisait partie.
L'épilogue de ce premier opus de la question luxembourgeoise se trouve dans le traité des XXIV articles signé le 19 avril 1839, qui établit la scission du grand-duché de Luxembourg. La partie orientale, de langues germaniques, revint entièrement à la maison d'Orange-Nassau en union personnelle avec les Pays-Bas, avec les frontières actuelles du Luxembourg. La partie occidentale, quant à elle, de langues romanes, forme depuis lors la province belge de Luxembourg.
| Blason | Titulaire (naissance - mort)                                                    | Dates du mandat | Dates du mandat | Blasonnement | Réf.     |
| ------ | ------------------------------------------------------------------------------- | --------------- | --------------- | --- | -------- |
|        | Jean-Daniel Louis-Frédéric Hassenpflug (de) (26 février 1794 - 10 octobre 1862) | 1839            | 1840            | Ecartelé : aux I et IV de sable à un homme armé de toutes pièces d'argent, tenant une rondache chargée d'une étoile à six rais et accompagné en pointe à dextre d'un soc de charrue, aux II et III d'azur au chevron d'argent, au chef (du même?) chargé d'une étoile à six rais. | [ N 65 ] |
|        | Gaspard-Théodore-Ignace de La Fontaine (6 janvier 1787 - 11 février 1871)       | 1841            | 1848            | D'argent au massacre de sable, accompagné de trois canettes mal ordonnées du même. | [ N 66 ] |
|        | Henri d'Orange-Nassau (13 juin 1820 - 14 janvier 1879)                          | 24 octobre 1850 | 14 janvier 1879 | |          |